# Ministerio de Defensa (Nigeria)
El Ministerio de Defensa es un ministerio del gobierno federal de Nigeria con la responsabilidad legal de supervisar y manejar a las Fuerzas Armadas de Nigeria. El Ministerio de Defensa está encabezado por el Ministro de Defensa, un jefe a nivel de gabinete que informa directamente al presidente de Nigeria. Debajo del Ministerio de Defensa hay cuatro componentes militares subordinados: el cuartel general de defensa nigeriano, el ejército nigeriano, la armada nigeriana y la fuerza aérea nigeriana . Las operaciones y entrenamiento militar son coordinados y administrados por estos componentes. 
Su misión principal es "Brindar servicios administrativos y de apoyo, de manera efectiva y oportuna para permitir que las Fuerzas Armadas de la República Federal de Nigeria construyan y mantengan unas Fuerzas Armadas modernas, compactas, fuertes, profesionales, capaces y listas para la misión, para la defensa del territorio nacional, el interés marítimo, el espacio aéreo y la protección y defensa de la constitución de la República Federal de Nigeria, además de contribuir a las tareas de mantenimiento de paz en todo el mundo bajo organizaciones subregionales y globales de las cuales Nigeria es miembro."

## Historia
El Ministerio de Defensa entró en vigor el 1 de octubre de 1958, cuando la Oficina de Guerra otorgó el control de las fuerzas armadas al gobierno nacional y las discusiones anteriores hicieron que se establezca el Ministerio de Defensa. En 1956, en el momento de la visita de la Reina Isabel II, el Regimiento de Nigeria pasó a llamarse El Regimiento de la Reina de Nigeria, la Real Fuerza Fronteriza de África Occidental como un signo de lealtad a la Reina de Inglaterra. El 1 de mayo de 1958, la Fuerza de Defensa Naval (NDF) se estableció legalmente como una fuerza y se volvió a designar Royal Navy nigeriano (RNN). El 1 de junio de 1958, el Consejo del Ejército Británico en Londres cedió el control de la Fuerza Militar de Nigeria (NMF) al Gobierno de Nigeria. Tras su creación, el ministerio recibió la responsabilidad sobre las dos ramas de las fuerzas armadas existentes en ese momento, el Real Ejército de Nigeria y la Real Armada de Nigeria, y más tarde supervisó la fundación de la Fuerza Aérea de Nigeria en 1964. 

## Responsabilidades
Los fines y objetivos del Ministerio de Defensa que se derivan de la Política de Defensa Nacional son los siguientes:
- Mantener a los hombres de las Fuerzas Armadas de Nigeria en estado de combate en tierra, mar y aire.
- Mantener un equilibrio adecuado en armas y hombres para satisfacer las necesidades de seguridad interna y externa.
- Provisión para el bienestar de los hombres de las Fuerzas Armadas en términos de capacitación, alojamiento, atención médica y otros beneficios destinados a elevar su moral.
- Mejorar la capacidad y la sofisticación de las industrias de defensa del país para reducir la dependencia del país de las fuentes de suministro extranjeras.
- Garantizar la seguridad en el continente africano mediante la promoción de un sistema de defensa colectiva a través de la cooperación bilateral, subregional y continental para evitar la agresión externa y alcanzar el objetivo africano de la política exterior nacional.
- Contribuir a la paz y la estabilidad en todo el mundo a través de las Organización de las Naciones Unidas (ONU), la Unión Africana (UA) y la Comunidad Económica de los Estados de África Occidental (CEDEAO).

## Organización
Con sede en el Ship House en Abuja, Territorio de la Capital Federal. La estructura organizativa del Ministerio está compuesta por los componentes civiles y militares. El Ministro de Defensa, designado por el Presidente de Nigeria con el consentimiento del Senado, es el jefe político del Ministerio de Defensa. El Ministro a veces es asistido por el Ministro de Estado. El Secretario Permanente es el Contable y el Director Administrativo del Ministerio. Coordina y dirige las actividades de los Departamentos y Unidades del Ministerio. 

### Organización militar
La Sede de Servicios de las Fuerzas Armadas del Ministerio comprende lo siguiente: 
- Cuartel General de Defensa Nigeria - Jefe del Estado Mayor de Defensa
- Cuartel general del ejército nigeriano - Jefe del Estado Mayor del Ejército
- Sede de la Armada de Nigeria - Jefe del Estado Mayor Naval
- Sede de la Fuerza Aérea de Nigeria - Jefe de Estado Mayor del Aire

El control de las Fuerzas Armadas, sus operaciones conjuntas y la capacitación recaen en el Jefe de Personal de Defensa de Nigeria, que coordina los tres Servicios, mientras que los tres Jefes de Servicio son responsables del funcionamiento diario de sus respectivos Servicios. 

### Organización civil
La células civiles son nueve departamentos que operan dentro del Ministerio: Servicios Conjuntos, Asuntos del Ejército, Asuntos de la Armada, Asuntos de la Fuerza Aérea, Recursos Humanos, Planificación y Estadísticas, Finanzas y Cuentas, Departamentos de Adquisiciones y Legal, cada uno encabezado por un director civil. La célula civil bajo el control operativo de un director civil de la administración pública de Nigeria entre otros son: 
- Departamento de Gestión de Recursos Humanos
- Departamento de Finanzas y Contabilidad
- Departamento de Planificación, Investigación y Estadística
- Departamento de Adquisiciones
- Departamento legal
- Departamento de servicios médicos

- Departamento de educación
- Departamento de servicios generales
- Departamento de Información y Relaciones Públicas
- Departamento de Coordinación de Reformas y Mejora de Servicios

Recientemente, se creó la Oficina del Director bajo los deberes especiales (Oficina del Secretario Permanente) para supervisar las siguientes unidades en el Ministerio: 
- Unidad Ministerial de Servicom
- Unidad de reforma
- Auditoría interna
- Unidad Anticorrupción y Transparencia
- Unidad de Verificación de Stock
- Unidad de protocolo
- Unidad de Prensa y Relaciones Públicas.

### Paraestatales y agencias
Además, tres agencias están subordinadas al Ministerio de Defensa: La Misión de Defensa, la Agencia de Inteligencia de Defensa (DIA) y la Escuela de Inteligencia de Defensa. Otros paraestatales de defensa incluyen la Junta Militar de Pensiones (MPB), el Centro de Reasentamiento de las Fuerzas Armadas de Nigeria (NAFRC) y la Corporación de Industrias de Defensa de Nigeria (DICON). El Ministerio de Defensa también supervisa las instituciones de capacitación de tres servicios, incluidos el Colegio de Defensa Nacional (NDC), el Comando de las Fuerzas Armadas y el Colegio del Personal, Jaji (AFCSC) y la Academia de Defensa de Nigeria (NDA). 

## Lista de ministros
- General Domkat Bali
- General Sani Abacha
- General Theophilus
- Danjuma Engr.
- Rabiu Musa Kwankwaso
- General Aliyu Gusau
- General Munir Dan Ali
- General Bashir Salihi Magashi

## enlaces externos
- Página oficial

- Datos: Q7032933